# Oral-B

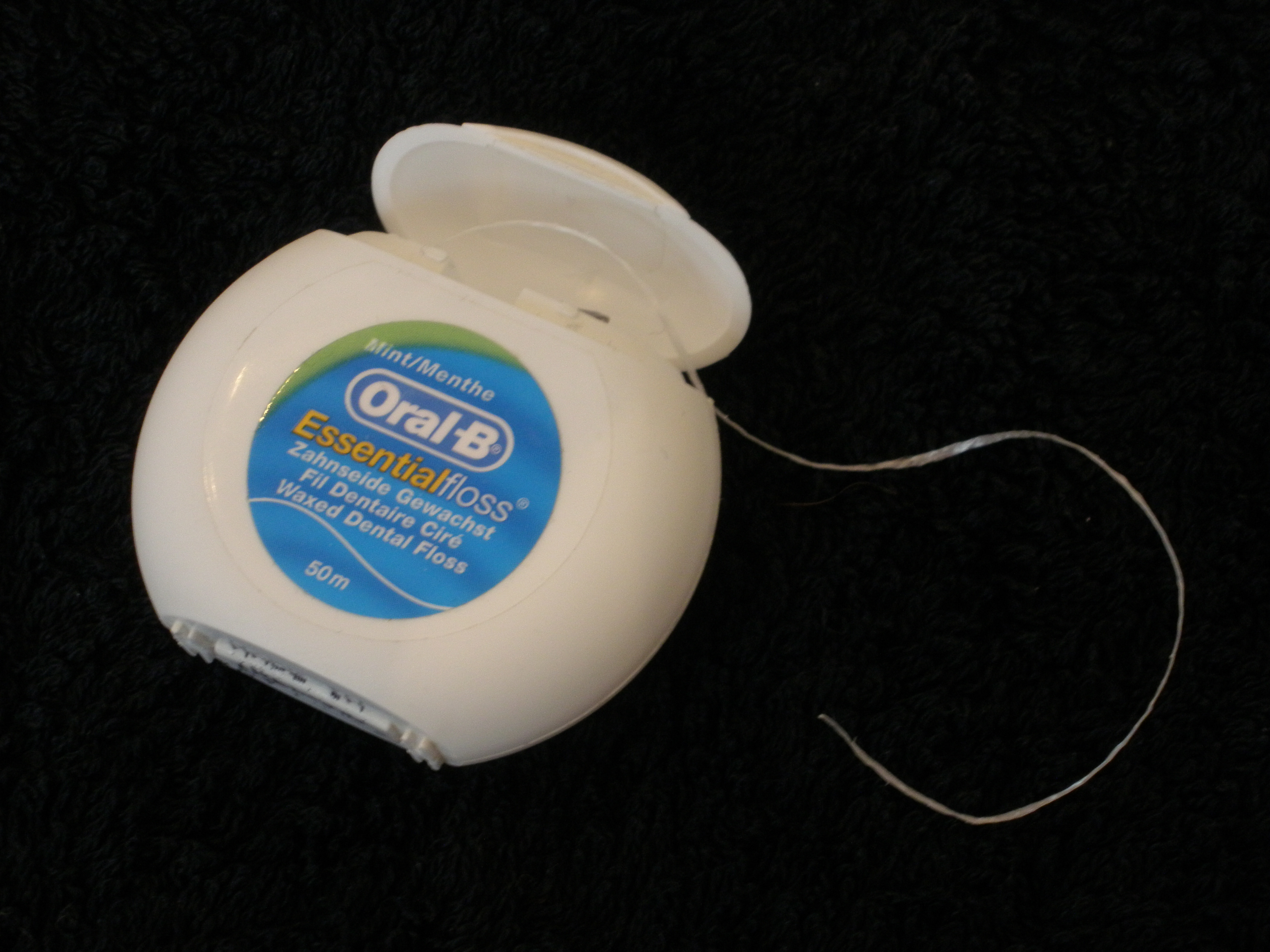
Oral-B tandzijde

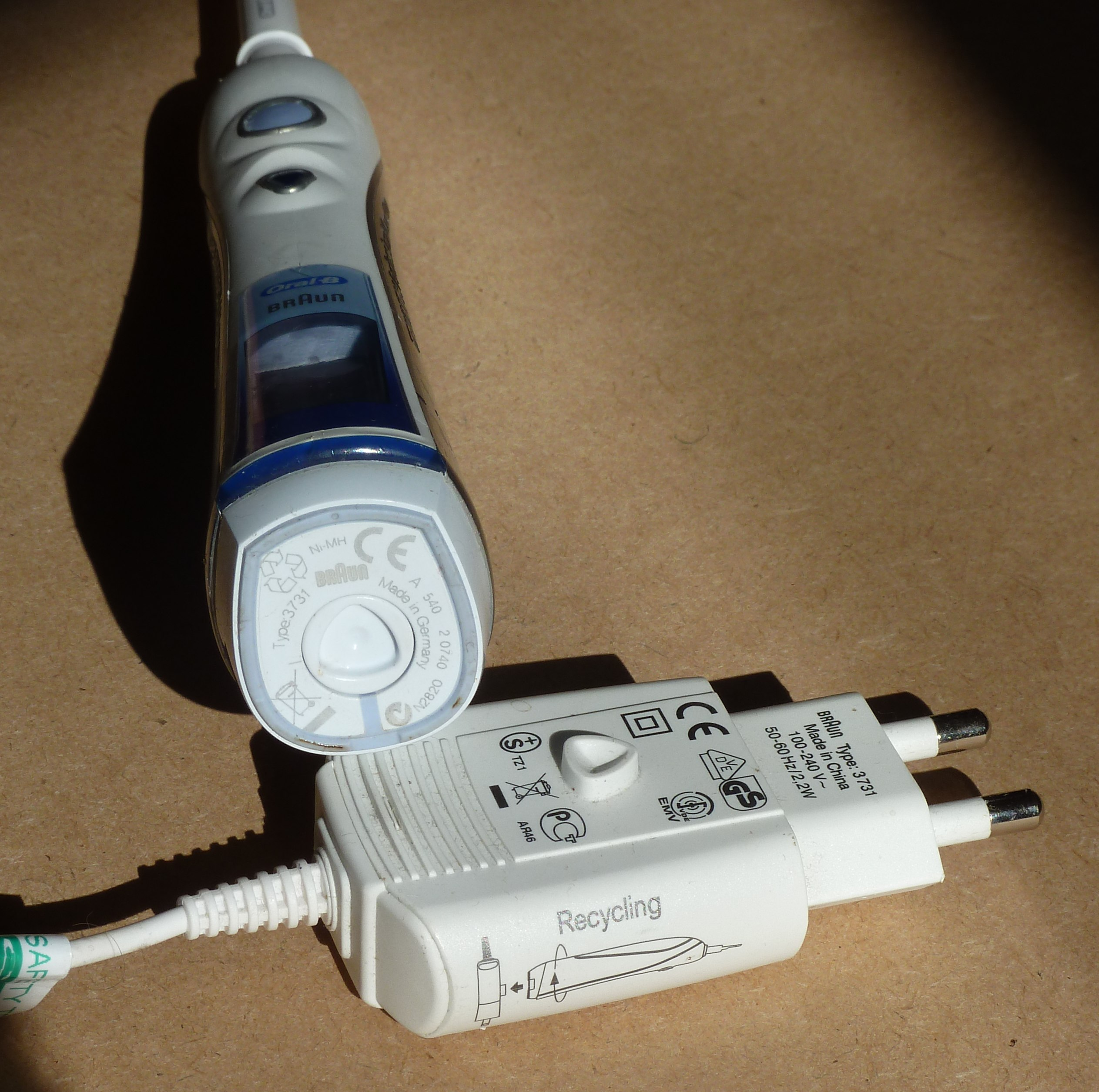
Braun Oral-B oplaadbare elektrische tandenborstel

Oral-B is een merk van tandverzorgingsproducten, dat sinds 2006 toebehoort aan Procter & Gamble. Het gamma van Oral-B bestaat uit tandpasta, tandzijde en allerlei elektrische en handmatige tandenborstels.

## Geschiedenis[1]
In 1950 ontwierp de Californische tandarts Robert Hutson een nieuwe tandenborstel en verkocht die onder de naam "Oral-B". Zijn bedrijf groeide gestaag en werd in 1984 gekocht door de multinational Gillette. Gillette had eerder al de Duitse fabrikant van elektrische apparaten Braun gekocht, die een elektrische tandenborstel had ontwikkeld. Uit de samenwerking tussen Oral-B en Braun kwam in 1987 de eerste elektrische Braun Oral-B-tandenborstel op de markt. 
Gillette sloot ook merchandisingovereenkomsten voor Oral-B-producten voor kinderen: er kwamen Star Wars- en Muppets-tandenborstels, en Disney-figuren komen sedert 2000 op Oral-B-producten voor.
In 2006 werd Oral-B een merk van Procter & Gamble, die het verkreeg door de overname van Gillette.

## Link
- Belgische website van Oral-B